# Семюел Генсон
Семюел «Семмі» Генсон (англ. Samuel «Sammie» Henson; нар. 1 січня 1971, Сент-Чарльз, штат Міссурі) — американський борець вільного стилю, чемпіон та бронзовий призер чемпіонатів світу, срібний та бронзовий призер Панамериканських чемпіонатів, дворазовий срібний призер Кубків світу, срібний призер Олімпійських ігор.

## Біографія
Боротьбою почав займатися з 1978 року. Виступав за борцівський клуб «Sunkist Kids» зі Скоттсдейла — передмістя Фінікса. З 1997 року тренувався під керівництвом Джо Сея.
У 1998 році став чемпіоном світу, перемігши у вирішальному поєдинку Наміка Абдуллаєва з Азербайджану. Йому ж програв через 2 роки у фінальній сутичці літніх Олімпійських ігор в Атланті, здобувши срібну олімпійську нагороду.
Ще під час кар'єри борця, з 1997 року, почав займатися тренерською діяльністю. Довгий час працював помічником головного тренера. З 2014 року — головний тренер Університету Західної Вірджинії.

## Спортивні результати на міжнародних змаганнях

### Виступи на Олімпіадах
| Змагання                    | Збірна | Вагова категорія          | Місце  |
| --------------------------- | ------ | ------------------------- | ------ |
| Літні Олімпійські ігри 2000 | США    | вільна боротьба, до 54 кг | Срібло |

### Виступи на Чемпіонатах світу
| Змагання                        | Збірна | Вагова категорія          | Місце  |
| ------------------------------- | ------ | ------------------------- | ------ |
| Чемпіонат світу з боротьби 1998 | США    | вільна боротьба, до 54 кг | Золото |
| Чемпіонат світу з боротьби 2005 | США    | вільна боротьба, до 55 кг | 14     |
| Чемпіонат світу з боротьби 2006 | США    | вільна боротьба, до 55 кг | Бронза |

### Виступи на Панамериканських чемпіонатах
| Змагання                                   | Збірна | Вагова категорія                 | Місце  |
| ------------------------------------------ | ------ | -------------------------------- | ------ |
| Панамериканський чемпіонат з боротьби 1990 | США    | греко-римська боротьба, до 52 кг | Бронза |
| Панамериканський чемпіонат з боротьби 1993 | США    | вільна боротьба, до 57 кг        | Срібло |

### Виступи на Кубках світу
| Змагання                    | Збірна | Вагова категорія          | Місце  |
| --------------------------- | ------ | ------------------------- | ------ |
| Кубок світу з боротьби 1998 | США    | вільна боротьба, до 54 кг | Срібло |
| Кубок світу з боротьби 1999 | США    | вільна боротьба, до 54 кг | Срібло |

### Виступи на інших змаганнях
| Змагання                                                     | Збірна | Вагова категорія          | Місце  |
| ------------------------------------------------------------ | ------ | ------------------------- | ------ |
| Ігри доброї волі 1998                                        | США    | вільна боротьба, до 54 кг | Срібло |
| Олімпійський кваліфікаційний турнір з боротьби 2000 (Мінськ) | США    | вільна боротьба, до 54 кг | Золото |
| Manitoba Open 2002                                           | США    | вільна боротьба, до 55 кг | Срібло |
| Manitoba Open 2003                                           | США    | вільна боротьба, до 55 кг | Золото |
| Міжнародний меморіал Дейва Шульца 2003                       | США    | вільна боротьба, до 55 кг | Золото |
| Золотий Гран-прі з боротьби 2006                             | США    | вільна боротьба, до 55 кг | Бронза |